# Madeleine Chirat
Madeleine Chirat (Vénissieux, 31 ottobre 1998) è un'ex sciatrice alpina francese.

## Biografia
Originaria di Charvonnex e attiva in gare FIS dal dicembre del 2015, in Coppa Europa la Chirat ha esordito il 14 gennaio 2016 ad Altenmarkt-Zauchensee in discesa libera, senza completare la prova, e ha ottenuto il miglior piazzamento il 17 gennaio 2019 a Pozza di Fassa nella medesima specialità (5ª); in Coppa del Mondo ha disputato tre gare, la prima il 20 gennaio 2019 a Cortina d'Ampezzo in supergigante e l'ultima il 9 febbraio 2020 a Garmisch-Partenkirchen nella medesima specialità, senza completarne nessuna. Ha preso per l'ultima volta il via in Coppa Europa il 21 febbraio 2020 a Sarentino in combinata, senza completare la prova, e si è ritirata al termine di quella stessa stagione 2019-2020: la sua ultima gara è stata uno slalom gigante FIS disputato il 12 marzo a Le Sauze. Non ha preso parte a rassegne olimpiche o iridate.

## Palmarès

### Coppa Europa
- Miglior piazzamento in classifica generale: 37ª nel 2020

### Campionati francesi
- 2 medaglie:
  - 1 argento (discesa libera nel 2019)
  - 1 bronzo (discesa libera nel 2018)